# Amadotrogus insubricus
Amadotrogus insubricus är en skalbaggsart som beskrevs av Hermann Burmeister 1855. Amadotrogus insubricus ingår i släktet Amadotrogus och familjen Melolonthidae. Inga underarter finns listade i Catalogue of Life.